# Atkinsoniella alternata
Atkinsoniella alternata är en insektsart som beskrevs av Young 1986. Atkinsoniella alternata ingår i släktet Atkinsoniella och familjen dvärgstritar.
Artens utbredningsområde är Taiwan. Inga underarter finns listade i Catalogue of Life.